# Thunnus obesus
Espèce
Statut de conservation UICN

 VU A2bd : Vulnérable
Thunnus obesus, communément appelé thon obèse, thon ventru, thon aux grands yeux ou patudo, est une espèce de thons de la famille des Scombridae. On le trouve dans les eaux tropicales et tempérées, mais il n'y en a pas en mer Méditerranée.

## Description et caractéristiques
Il mesure entre 60 et 250 cm de longueur. Les nageoires pectorales, très longues, remontent aussi loin que la seconde nageoire dorsale. Il y a 13 ou 14 épines dorsales.
Son corps est d'un bleu métallique foncé sur le dos avec un ventre gris-blanc et des bandes de bleu irisé longeant chaque flanc. Les nageoires dorsale et anale sont jaunes.

## Alimentation
Il se nourrit d'un large variété de poissons, de céphalopodes et de crustacés durant le jour et la nuit.

## Pêche
Les pêcheurs d'espadons de l'est des États-Unis en remontent parfois sur leurs lignes. Les capitaines de bateau les apprécient, vu la grande valeur de ces poissons.
Dans l'océan Pacifique la population de thon obèse a décliné d'au moins 84 %.